# Дениспі
Деніспі́ (рос. Дениспи) — присілок в Балезінському районі Удмуртії, Росія.

## Населення
Населення — 33 особи (2010; 41 в 2002).
Національний склад станом на 2002 рік:
- удмурти — 100 %